# Александрийски фар
 Александрийският фар (на старогръцки: ὁ Φάρος τῆς Ἀλεξανδρείας) е сред седемте чудеса на античния свят.
Построен е около 280 г. пр.н.е. на остров (днес полуостров) Фарос при град Александрия в Египет. Излъчвал светлина от голям огън, отразявана чрез огледала, виждана на 50 km навътре в морето.
Фарът е разрушен от земетресение през 1375 г. От останките му в края на 15 век султан Кайт бей издига крепост, известна като Цитадела на Кайт бей, която е там и до днес.
През 1994 г. френски археолози откриват фрагменти от маяка на дъното на Александрийското източно пристанище.
През 2016 г. египетското Министерство по въпросите на древността обявява намерението си да превърне подводните руини на древната Александрия, включително на о. Фарос, в подводен музей.

## Архитектура
Фарът е представлявал кула с височина около 120 – 140 m и за времето си е бил от най-високите конструкции, създадени от човека. Архитект на фара е Сострат Книдски. Изграждането му е отнело 5 години. Бил е построен от бял мрамор и е бил изграден с трегери, а не със сводове. Имал е три етажа. Най-долният е представлявал правоъгълна кула с квадратна основа със страна 30 m и с височина между 55 и 65 m. Четирите ѝ стени били обърнати към четирите посоки на света. Следва вторият етаж, който е бил с осмоъгълна форма, по направленията на осемте главни вятъра. Неговата височина била около 40 m. Най-горният етаж, висок 8 m, бил под формата на цилиндрична колонада – 8 колони носели купол, увенчан с 8-метрова бронзова статуя на повелителя на моретата Посейдон (или на Зевс по други източници). В горната част на етажа имало метално вдлъбнато огледало, което денем отразявало слънчевата светлина, а нощем – светлината на горящ катран или масло.
До появата на фара историята на архитектурата не познава пример на техническо съоръжение, станало предмет на такава всеобща възхита.

## Наследство
От името на остров Фарос в латинския език, a оттам и в повечето европейски езици, идва думата фар.
Архитектурата на минаретата на много от ранните джамии следвали подобен триетажен модел, доказвайки голямото влияние на фара.